# Calle Real (Huancayo)
La calle Real es una vía de la ciudad de Huancayo, en el Perú. Se constituye como el eje comercial más importante de la ciudad. Su trazo es continuado al norte por la avenida Mariscal Castilla. La vía está emplazada sobre un antiguo camino inca y cruza la zona monumental de la ciudad.

## Historia
La tradición oral señala que la ciudad de Huancayo se formó en la ubicación de un tambo Inca (posada en el trayecto del Quapaq Ñan), ubicada a una jornada del camino al sur de la localidad de Jauja. Frente a dicho tambo existía un peñón de forma ovalada de considerables dimensiones usada como adoratorio. Aquel sector de la vía, parte del Camino Real de los Incas, se mantuvo como vía principal del asentamiento. 
El 1 de junio de 1572, Huancayo fue fundada como "Pueblo de Indios" por Jerónimo de Silva, tomando el nombre de "Santísima Trinidad de Huancayo". El desarrollo de la ciudad se mantuvo alrededor del camino inca que lo cruza de norte a sur la ciudad. En su trayecto se formaron las dos plazas principales de la ciudad. El 8 de noviembre de 1580, se inició la construcción de una pequeña capilla llamada "Santísima Trinidad de Huamanmarca" (en la ubicación donde antiguamente se encontraba la roca que servía como adoratorio) dando lugar al establecimiento de la Plaza Huamanmarca. Esta iglesia fue terminada en el año 1619 pero los terremotos y la falta de mantenimiento la deterioraron. Para el año 1861 estaba totalmente en ruinas y finalmente se vino abajo con el terremoto en 1876. Se inició la construcción de un templo matriz el 18 de marzo de 1799 y fue terminado el 18 de marzo de 1831. Este templo se ubicó en una pequeña plaza 300 metros al norte de la anterior y que actualmente es la Plaza Constitución llamada así en homenaje a la firma de la Constitución Liberal de Cádiz de 1812. En aquellos años, Huancayo era descrito como una calle principal ancha y larga, donde se daba la feria, famosa hasta nuestros días, que estaba rodeada de buenas casas y comercios.
En efecto, la existencia de la feria y su importancia con el carácter comercial de la ciudad y con la importancia del Camino Real como eje urbano de la ciudad se da desde su misma fundación.
Al ser el punto inicio del desarrollo urbano de la ciudad, la Calle Real artículo los distintos espacios de crecimiento urbano. Al norte el río Shullcas servía como límite natural para el crecimiento de la ciudad por lo que el crecimiento urbano se dio, en primer lugar con dirección oeste (actuales jirones Arequipa, Moquegua y La Libertad) y el sur. Las primeras cuadras de la calle real ubicadas al norte, cerca al río, constituyeron el centro neurálgico de la ciudad (actuales jirones Ayacucho, Cusco y Puno) mientras que hacia el sur se encontraban galpones y algunas casas con un aspecto semiurbano. En los años 1900 se inicia el proceso de urbanización hacia el este de la Calle Real y en 1922 se procede a canalizar el río Florido (pequeña corriente de agua que dividía de este a oeste la ciudad en la ubicación del actual jirón Loreto). En esos años, inicios del siglo XX, la Calle Real era la más transitada de la ciudad, sobre todo los fines de semana cuando se realizaba en ella la Feria Dominical de Huancayo
Las construcciones de la Calle Real, a inicios del siglo XX eran de uno a dos pisos, situación que se ha modificado desde mediados de ese siglo con la construcción de edificaciones de mayor altura.

## Recorrido
Se inicia en el puente Centenario sobre el río Shullcas en el límite del distrito de El Tambo con el cercado. En sus primeras cuadras están ubicadas la iglesia La Merced, la plaza de la Constitución donde se ubica la Catedral y es un primer nodo comercial en su intersección con la vía conformada por las Avenidas Giráldez y Paseo de la Breña. 200 metros hacia el sur, se ubica el Centro Cívico articulado alrededor de la Plaza Huamanmarca donde destacan los locales de la Municipalidad Provincial y el Gobierno Regional, centro administrativo de la ciudad.
Hacia el sur la calle mantiene su aspecto comercial artículando con las intersecciones de los jirónes Huánuco y Cajamarca el tránsito hacia el Mercado Modelo ubicado al este. La intersección con la Avenida Ferrocarril se cerca al paso del río Chilca que es el límite natural entre el centro de la ciudad y el distrito de Chilca. En la esquina con la avenida 9 de diciembre se encuentra el Cuartel "9 de Diciembre" del Ejército del Perú. La vía continúa hasta el obelisco de Azapampa donde su recorrido se mantiene pero como parte de carretera central rumbo a la ciudad de Pampas.